# 库欣学院
库欣学院（Cushing Academy) 是位于美国马萨诸塞州愛許伯恩罕镇（Ashburnham）的一所私立寄宿中学。該校成立於1865年，是当时新英格兰地区为数不多的男女合校。目前，該學院提供9-12年级以及畢業後的（Post Graduate）課程。截止2017年，学生数量大概在400人左右。該學院大部分学生来源于美国31个州，国际生则来源于中国、日本、德国、墨西哥等三十餘個國家。库欣学院开设AP课程、荣誉课程、以及为国际生而设立的ESL课程。

## 历史
库欣学院始于1865年，创建者为新英格蘭商人托马斯·库欣 （Thomas Cushing)。因成立學校時缺乏資金，只能將男校和女校合在一幢建筑中，最後发展成了男女合校——这在19世纪的新英格兰是极为少见的。库欣主建筑经历了多次大火，如今的主建筑仅仅是最初的主楼的仿制版。20世紀後，库欣学院開始招收國際學生。

## 現狀
库欣学院总共有大约400名学生，其中国际生数量約佔33%，來自於百慕大，巴西，加拿大，哥伦比亚，智利，中国等30多个国家和地区。库欣学院师生比约为6:1，68%的教師接受過高等教育（碩士）。大部分教師来自美国本土，少部分教師來自他國。校园占地面积爲162英亩，距离阿诗博恩汉姆镇中心約一英里。